# Kommunistische Oppositie
De Kommunistische Oppositie (KO) was een Belgische trotskistische beweging.

## Historiek
De trotskistische stroming binnen de Kommunistische Partij van België (KPB) ontstond omstreeks 1925 en was een tegenhanger van de Linkse Oppositie in de Sovjet-Unie rond Leon Trotski. Ideologische grondlijnen waren de theorieën van Karl Marx, Friedrich Engels, Vladimir Lenin en Trotski. Kernideeën hierbij waren onder meer de permanente revolutie, de oprichting en uitbouw van arbeidersraden en het revolutionair internationalisme. Omstreeks maart 1928 kwam het tot een breuk binnen de KPB, waarna de Kommunistische Oppositie, met onder meer War van Overstraeten, werd uitgesloten uit de KPB.
Hiermee stond de groep voor een strategische keuze, wederom aansluiten bij de Derde Internationale of een nieuwe partij oprichten. In 1930 richtte een meerderheid binnen de KO onder leiding van Adhémar Hennaut de Liga van Internationale Kommunisten (LIK) op. Omstreeks dezelfde periode scheurde te Charleroi, op aangeven van Trotski, een groep rond Léon Lesoil zich af onder de naam de Linkse Kommunistische Oppositie (LKO). Deze groepering werd later omgevormd tot de Ligue Communiste Internationaliste en zou omstreeks 1934-'35 grotendeels opgaan in de Belgische Werkliedenpartij (BWP), wat het begin betekende van de entrisme-strategie.